# Viaduc du Furan
Le viaduc du Furand était un pont en treillis situé sur la commune de Saint-Antoine-l'Abbaye en Isère. Il permettait au tramway le franchissement d'une combe présentant un relief accidenté au fond de laquelle s'écoule le Furand.
Cet ouvrage a été construit de 1903 à 1908 pour relier Lyon à Saint-Marcellin. Son but étant de faciliter le transport de la soie entre ces deux régions, très dynamiques au niveau de l'industrie textile à l'époque. En effet, ce service très particulier fut organisé à partir de 1912 à la demande de la Chambre de Commerce de Lyon afin de pallier les difficultés des fabricants disséminés dans tout le Bas Dauphiné pour assurer leur approvisionnement en produits bruts et leurs livraisons en produits finis.
L'ouvrage a été construit par la société Sud-Isère-France. Cette société devint plus tard celle des Tramways de l'Ouest du Dauphiné.

## Description de l'ouvrage
Le viaduc du Furand était un pont en poutres treillis. Il était composé de 2 travées de longueur 32 m chacune, soit une longueur totale de 64 m. La pile centrale d'environ 40 mètres en fer était fondée sur deux massifs en béton. Le tablier d'une largeur de 2,20 m était composé de deux poutres treillis de 32 mètres chacune symétrique par rapport à la pile centrale. Le tablier reposait donc sur la pile centrale et deux culées en béton.

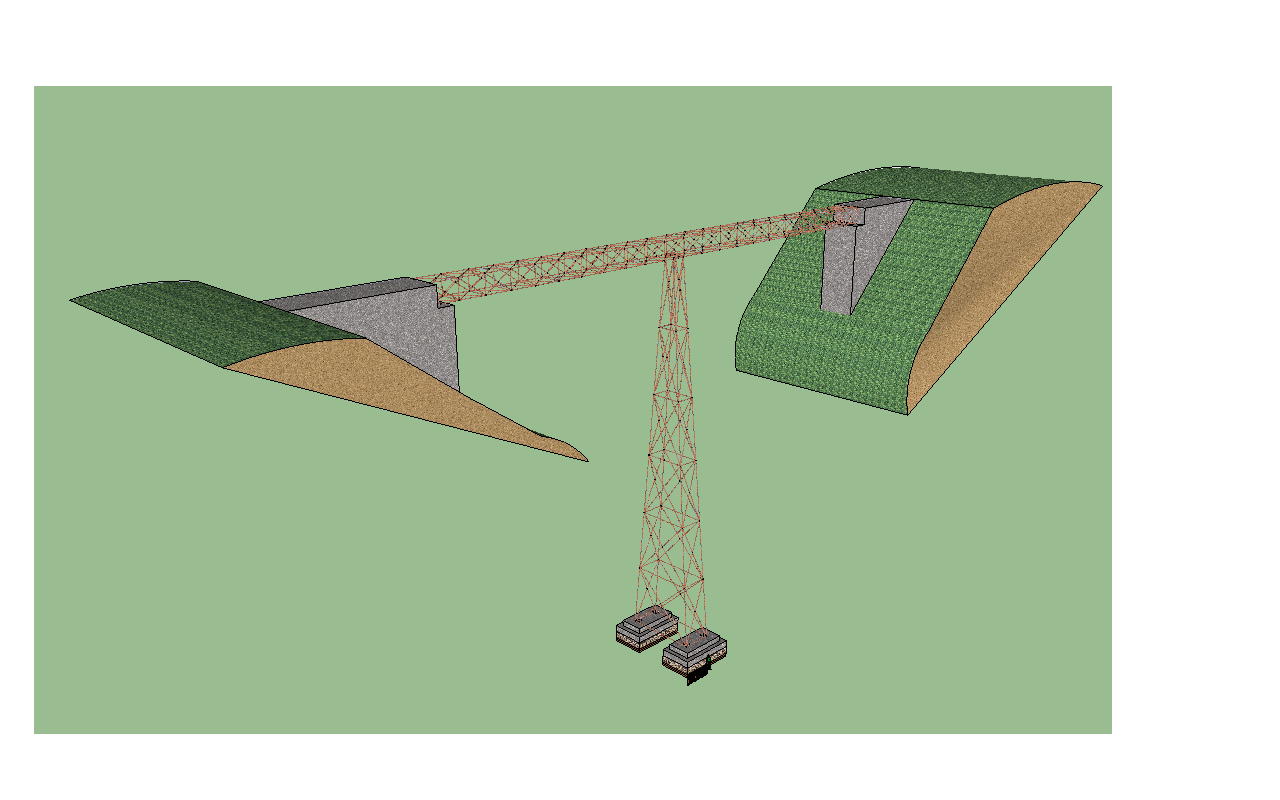
modélisation 3D du viaduc google sketchup, travail personnel

| Mise en charge viaduc | autre vue de la mise en charge du viaduc |

## Les fondations et les appuis

### Les fondations
La proximité du ruisseau implique une qualité de sol médiocre. Il est composé principalement d'alluvions déposées par le " Furand". Pour assurer la stabilité de l'ouvrage, sous le massif en béton ont été réalisés des cadres en bastaings de bois enfoncés à une certaine profondeur. Ces cadres sont remplis de galets renforçant le socle des fondations. La pile en fer est fixée sur le socle en béton par des boulons de diamètre 35 mm espacés de 40 cm.
Le socle en béton permet de transmettre les efforts de la pile vers le sol.

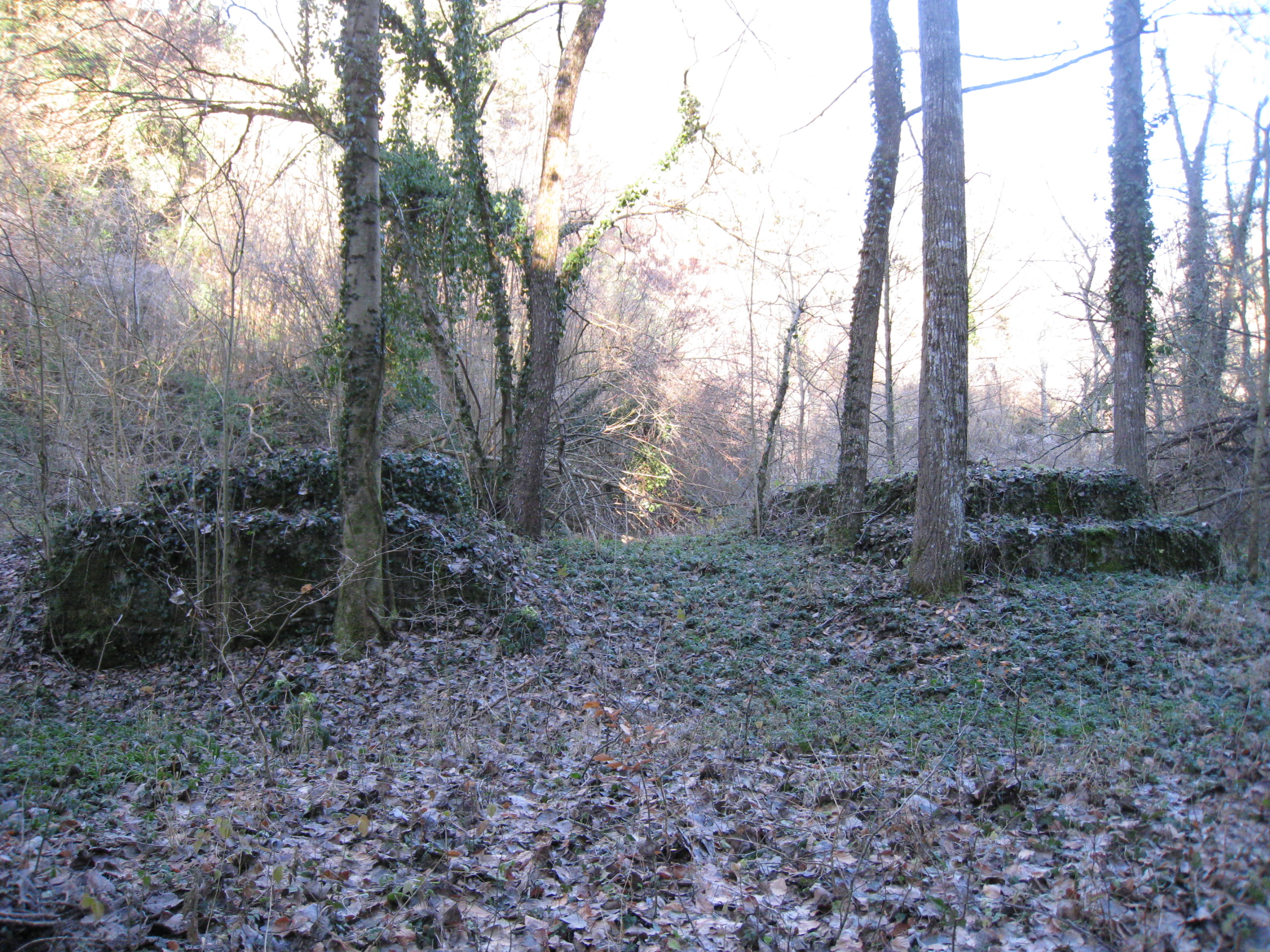
massif en béton actuel

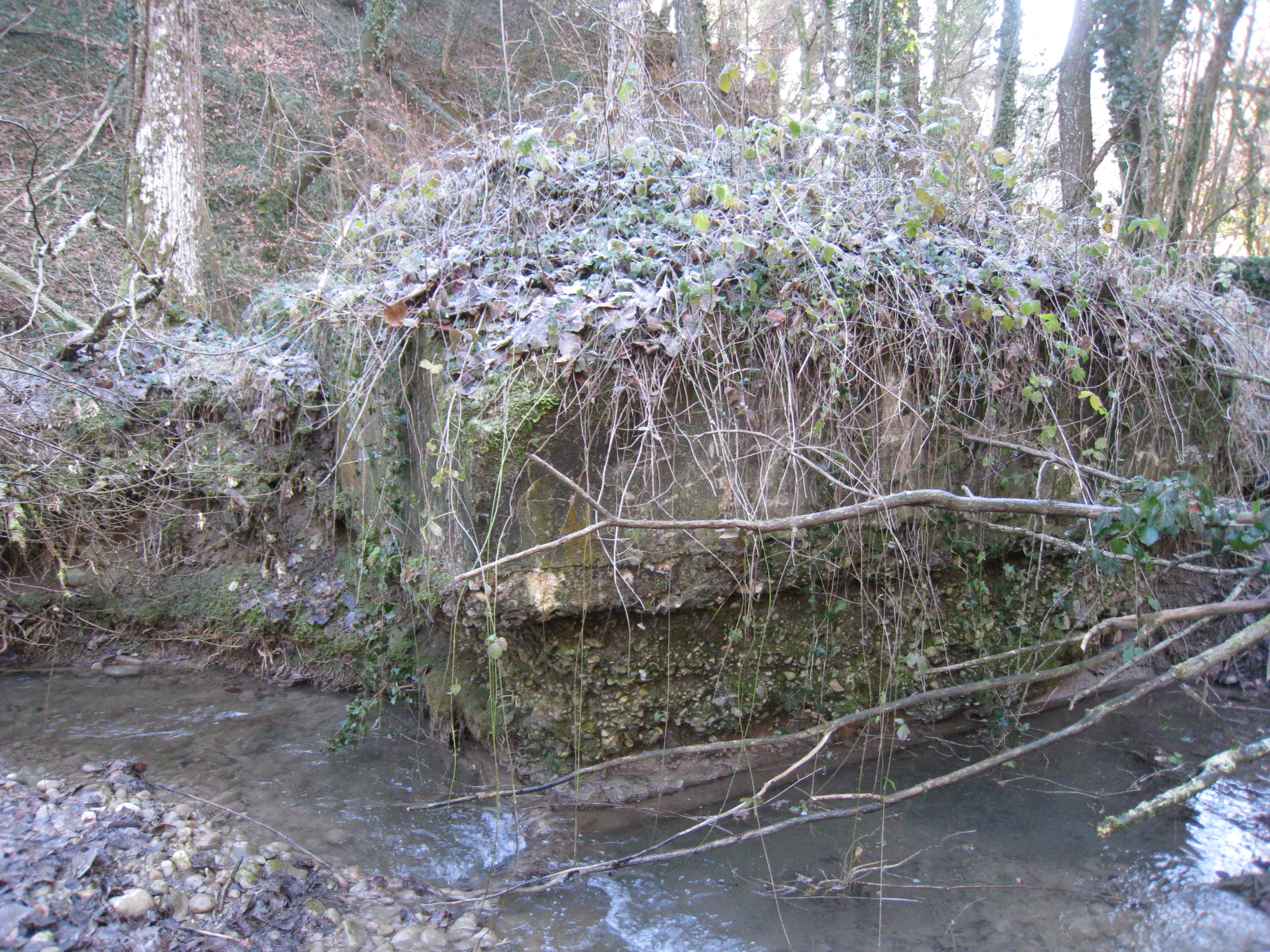
massif en béton et socle de fondation

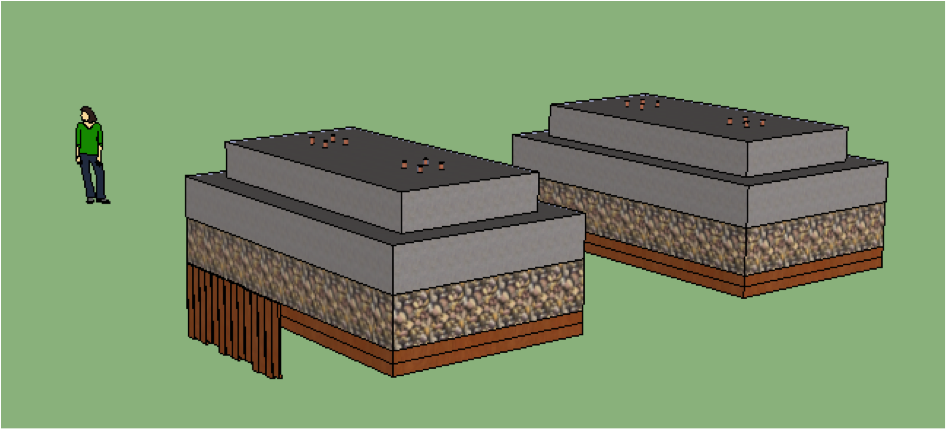
modélisation 3D

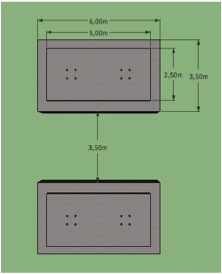
vue de dessus

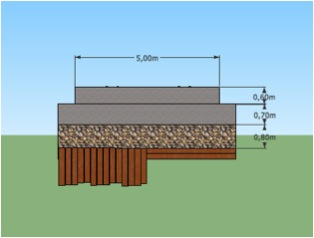
vue de face

### Les appuis: pile et culées
La pile est boulonnée sur les 2 massifs en béton. Elle est en fer, c'est un treillis. Le tablier se divise en 2 poutres treillis elles aussi en fer. Ces 2 poutres fonctionnent indépendamment l'une de l'autre en s'appuyant sur une culée en béton et sur la pile centrale.  La culée Est avait vraisemblablement, à l'origine, la forme d'une arche permettant une meilleure stabilité. Arche qui aujourd'hui est partiellement cachée par la nature dominante. La culée Ouest ne présente apparemment pas d'arche, elle est plus classique mais aussi plus haute. Les culées ont été dimensionnées pour résister, en exploitation comme lors de la phase de construction, aux charges verticales (poids propre, poids du tramway chargé) et horizontales (freinage, vent) transmises par le tablier.

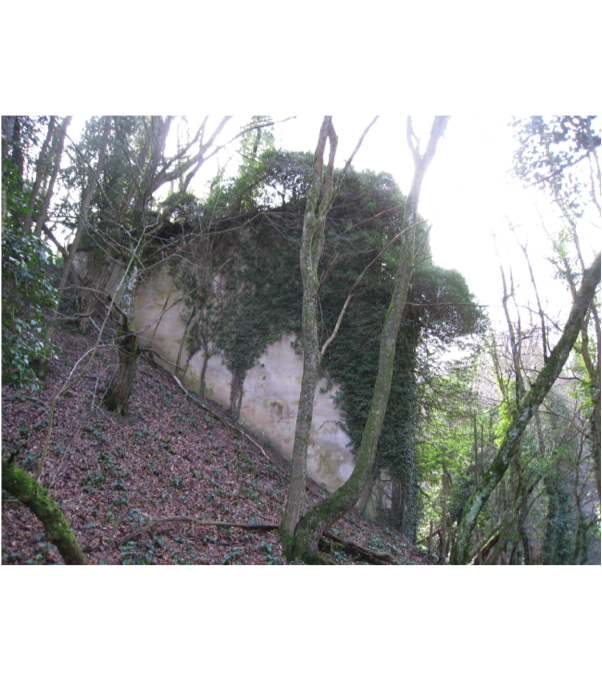
Culée Est en l'état

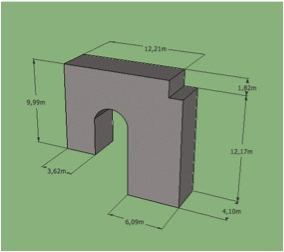
modélisation 3D culée Est à l'origine

### Les appareils d'appuis
Le tablier est simplement posé sur ses appuis. Il est posé sur les marches des culées et chaque travée de 32 m est boulonnée à la pile en formant une articulation. Nous n'avons pas d'information plus précise sur les appareils d'appuis des culées. Néanmoins on peut se douter qu'ils permettaient des mouvements (rotation, translation) dans les deux directions.

## Le tablier

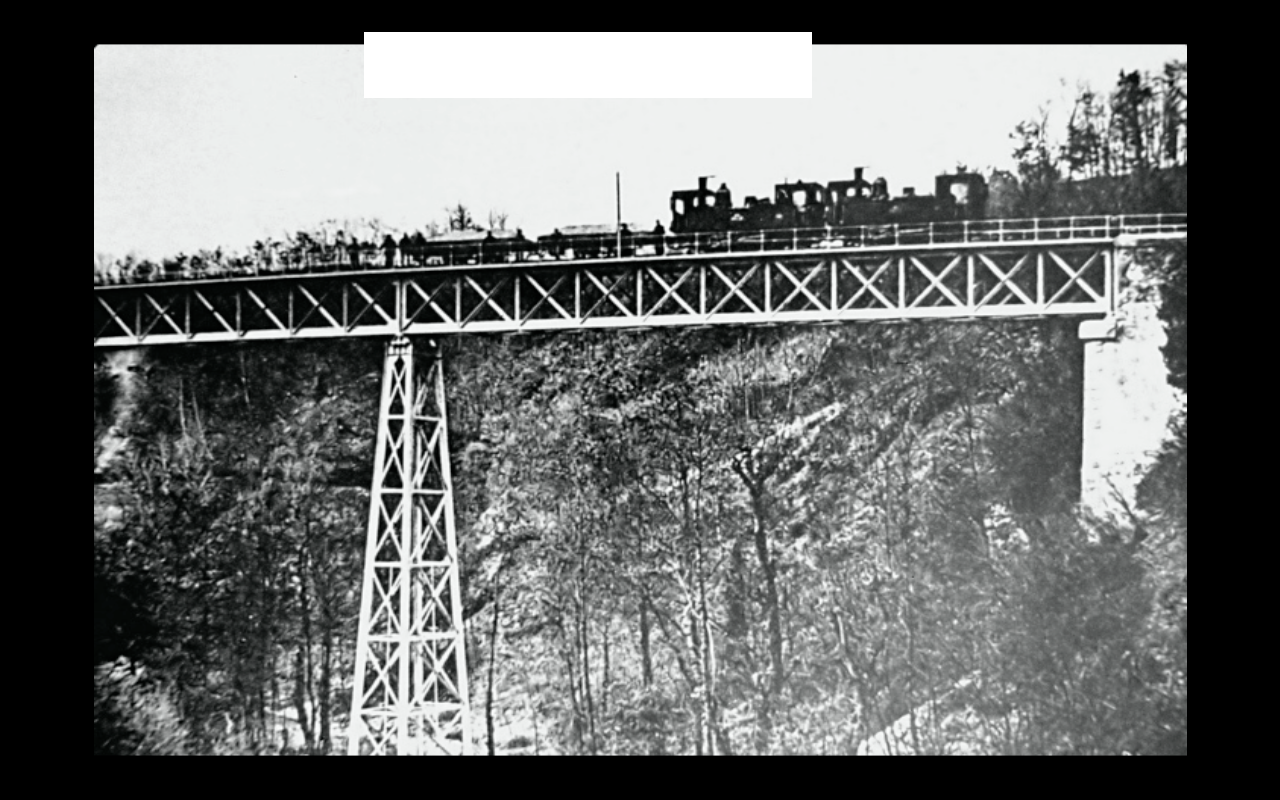
Zoom tablier

Rails. De gauche à droite :
- type UIC 60,
- type Vignole,
- type Broca ou à gorge, typique des voies de tramway car permettant l'implantation de la voie dans la chaussée,
- type double champignon symétrique,
- et double champignon asymétrique

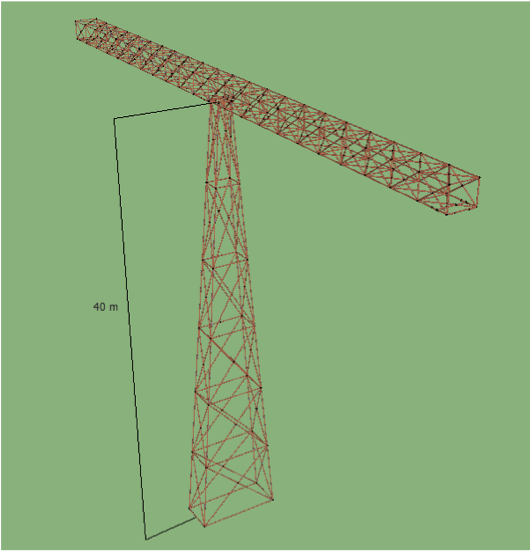
Tablier vue isométrique

Le tablier est constitué de 2 poutres treillis en croix de Saint-André. C'est la juxtaposition des systèmes Pratt et Howe. Le tablier supporte une voie de circulation de tramway de 2,20 m et les équipements de sécurité nécessaires (garde-corps). Il supporte une série de rails type Vignole de 22 kg au mètre. Il transmet les charges qu'il reçoit à la pile centrale et aux deux culées situées aux extrémités.

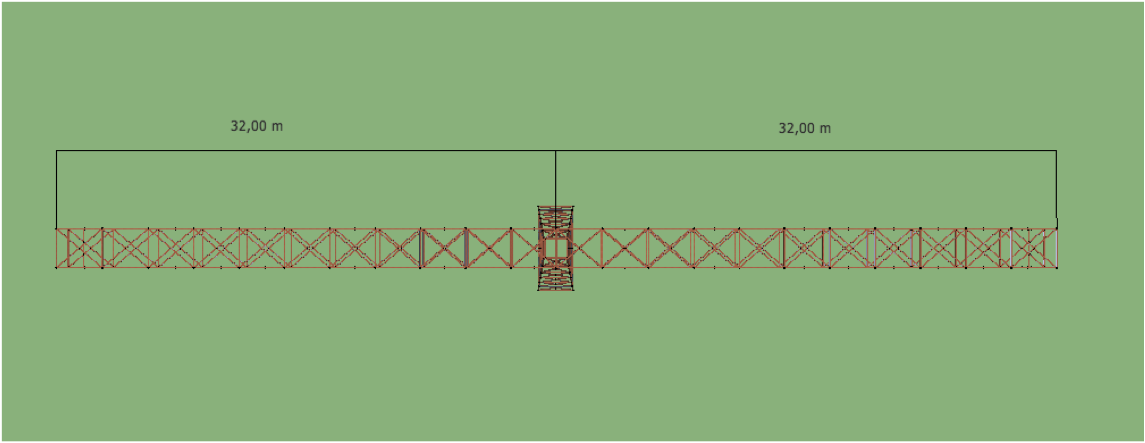
Tablier vue de dessus 3D

## Historique
La ligne de tramway Lyon/Saint-Marcellin s'est éteinte en 1936 du fait de l'essor du trafic routier et des problèmes récurrents de maintenance. La mairie de Saint-Antoine-l'Abbaye décida alors de le détruire afin de vendre la ferraille de la pile et du tablier. Une première tentative de dynamitage des embases en béton a échoué (seulement quelques dizaines de kilos de béton se sont effrités d'après le témoignage d'un ancien). C'est en 1952 que le tablier et la pile furent débités au chalumeau.